# Ilana Kloss
Ilana Kloss (Joanesburgo, 22 de Março de 1956) é uma ex-tenista profissional sul-africana, conhecida por ser uma especialista em duplas.

## Grand Slam  finais

### Duplas: 1 (1 título)
| Posição | Ano  | Campeonato | Piso   | Parceira      | Oponentes                   | Placar   |
| ------- | ---- | ---------- | ------ | ------------- | --------------------------- | -------- |
| Campeã  | 1976 | US Open    | Saibro | Linky Boshoff | Olga Morozova Virginia Wade | 6–1, 6–4 |

### Duplas Mistas: 1 (1 título)
| Posição | Ano  | Campeonato    | Piso   | Parceira    | Oponentes                      | Placar        |
| ------- | ---- | ------------- | ------ | ----------- | ------------------------------ | ------------- |
| Campeã  | 1976 | Roland Garros | Saibro | Kim Warwick | Linky Boshoff Colin Dowdeswell | 5–7, 7–6, 6–2 |